# Štefanová
Štefanová (Hongaars:Istvánkirályfalva) is een Slowaakse gemeente in de regio Bratislava, en maakt deel uit van het district Pezinok.
Štefanová telt 324 inwoners.